# خالد عبد العال
خالد عبد العلي عبد العال (3 أبريل 1972 -)، رجل أعمال وسياسي بحريني.

## السيرة
ولد عبد العال في 3 أبريل 1972م. حصل على شهادة الثانوية العامة عام 1990م ودورات تدريبية في إدارة الأعمال من المملكة المتحدة عام 1991م ودورة تدريبية لجهاز معالجة الكلمات عام 1991م ودورة تدريبية لإدارة الأعمال والتسويق في الولايات المتحدة عام 2001م.
عمل مدير تنفيذي لمجموعة شركات.
في انتخابات مجلس النواب لعام 2011 فاز بمقعد الدائرة التاسعة في محافظة الشمالية بعدما جمع 335 صوت ما نسبته 51.20% بفارق 16 صوت عن منافسه. وفي انتخابات عام 2014 خسر مقعد الدائرة الثانية عشر في محافظة الشمالية بعدما جمع 287 صوت ما نسبته 13.86%.